# If I had only a chance
If I had only a chance is een nummer van de Volendamse band BZN uit 1989.
Het lied werd uitgebracht als tweede single van het album Crystal gazer en stond zeven weken in de Nederlandse Top 40, waar het de twaalfde plaats behaalde.